# Werktitel
Een werktitel is de voorlopige naam van een product of van een project dat nog in ontwikkeling is. Er zijn meer termen die in dezelfde betekenis worden gebruikt, zoals productie-titel (film) en codenaam (bijvoorbeeld Intel-chips). Uitgangspunt is, dat een product dat in ontwikkeling is meestal een naam of titel nodig heeft en dat je die naam niet meer moet veranderen tot het product is afgerond.
Vaak wordt een werktitel als zodanig gekozen. Soms wordt de werktitel geprolongeerd als definitieve titel. In andere gevallen wordt een beoogde titel gedegradeerd tot werktitel.

## Toepassingsgebieden
Het begrip werktitel wordt o.a. gebruikt bij:
- een speelfilm of televisiefilm
- een muziekalbum of lied
- een videospel
- een roman
- een onderzoeksproject of een onderzoeksrapport
- een computerprocessor (Yonah, Nehalem)
- een computerprogramma.

Het militaire begrip codenaam heeft soms dezelfde betekenis als werktitel. Bijvoorbeeld de codenaam van een militaire operatie in voorbereiding.

## Redenen
Er kunnen allerlei redenen zijn om een werktitel te hanteren.
- Slechte ervaringen met een beoogde definitieve titel.
- De definitieve titel is (of was) nog niet bekend.
- De verhaallijn is nog onduidelijk.
- Het is nog niet bekend tot welke conclusies een onderzoek zal leiden.
- De definitieve titel moet nog een verrassing blijven.
- Het hele project moet geheim blijven.
- Het kost tijd om de merkrechten wereldwijd te registreren en het moet nog blijken of dat lukt.

## Voorbeelden
- De film Die Hard with a Vengeance werd opgenomen onder de werktitel Die Hard: New York.
- De film Snakes on a Plane werd opgenomen als Pacific Air Flight 121.
- De koppige kluizenaar, een stripverhaal in de reeks van Suske en Wiske had als werktitel Het geheim van Oosterweel.

### Geheimhouding
- Star Wars: Episode VI: Return of the Jedi werd opgenomen onder de werktitel Blue Harvest.
- De Batman-films Batman Returns, Batman Begins en The Dark Knight werden opgenomen als respectievelijk Dictel, The Intimidation Game en Rory's First Kiss.

### Werktitel wordt definitieve titel
- De film Cloverfield
- De computerspellen Spore en Quake II
- De draadloze communicatietechniek Bluetooth